# Hesen Zîrek

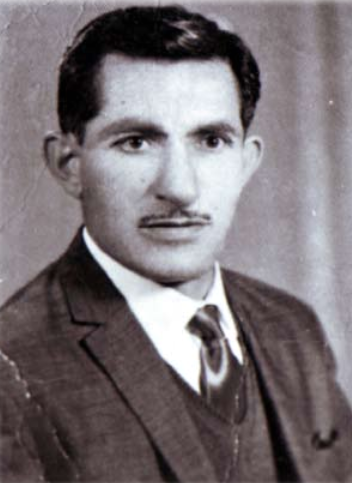
Hassan Zirak (ca. 1960er)

Hassan Zîrek, auch Hassan Zirak (* 29. November 1921 in Hermila bei Bukan, Iran; † 29. Juli 1972) war ein kurdischer Sänger soranischen Dialekts. Er war einer der bekanntesten kurdischen Volksmusiksänger und ist bis heute beliebt. Im Lauf seines Lebens nahm er ungefähr 1500 Lieder auf.

## Leben und Wirken
Hassan Zîrek wird 1921 als Sohn von Abdullah und Amina Zirek im kleinen Dorf Hermila bei Bukan geboren. Hassan hat weiterhin einen Bruder und eine Schwester, Hussein und Mina. Zîrek zeigte sein Talent für Gesang bereits im frühen Alter. Seine eher ärmliche Familie hatte davor keine Sänger in der Familie und förderte sein Talent nicht weiter.  Als er gerade einmal fünf Jahre alt war, starb sein Vater, zu welchem er eine sehr enge Beziehung hatte. Seine Mutter heiratete kurze Zeit darauf wieder, was ihn emotional stark mitnahm. Mit 13 verließ der Analphabet Zîrek sein Heimatdorf und fing an, in den kurdischen Städten Irans in Restaurants zu arbeiten. Ende der 1940er ging er ins Exil, wo er ein sehr hartes Leben führte. So wurde er mehrfach ins Gefängnis geworfen und gefoltert.
1953 ging er nach Irakisch-Kurdistan und übergab viele seiner Lieder in kurdischer Sprache an den dortigen Lokalsender in Bagdad. So steigerte sich seine Popularität schnell, besonders in den kurdischen Gebieten. Seine Fähigkeit, Lieder auch in anderen Sprachen, wie Arabisch, Persisch, Türkisch oder Azeri zu singen, machte ihn auch außerhalb der Kurdengebiete bekannt. Nach der Revolution im Irak 1958 wurde er des Landes verwiesen und kehrte gezwungenermaßen in den Iran zurück. Dort nahm er im Radiosender „Radio Kermanschah“ viele seiner heute bekanntesten Lieder auf. Mit seinem eigenen Stil prägte er Hunderte von kurdischen Volksliedern. Ende 1959 ging er an nach Teheran, wo er anfing, bei „Radio Teheran“ zu arbeiten. Dort lernte er seine spätere Frau Medya Zendi kennen. 1960 wurde er aus dem Iran ausgewiesen. Diesmal kehrte er nicht nach Bagdad zurück, sondern fuhr trotz Einreiseverbotes in die Kurdengebiete des Nordirak, wo er lange verblieb. Ab den 1960ern pendelte er zwischen dem Irak und Iran hin und her und nahm bei Hauskonzerten einen Großteil seiner Lieder auf. Diese wurden, für kurdische Musik nicht unüblich, unter dem Namen des jeweiligen Hausbesitzers als Kassette auf Märkten weiterverkauft, wodurch seine Bekanntheit rasch zunahm. Trotz dieser Popularität lebte Zîrek in bescheidenen Verhältnissen und verdiente nie richtig an seiner Musik. 1967 verwiesen ihn die Behörden nochmals des Landes. Diesmal begab er sich nach Saqqez im Iran, wo er bis zum Ende seines Lebens verblieb.

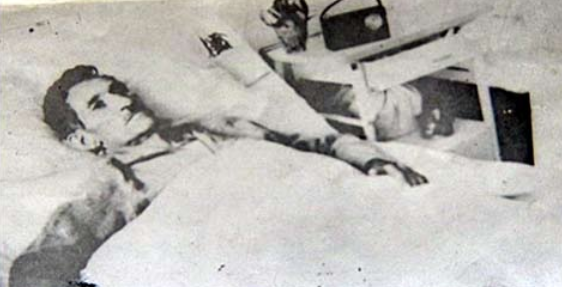
Hassan Zîrek auf seinem Sterbebett

Aufgrund seines exzessiven Alkoholkonsums verschlechterte sich Zireks Gesundheitszustand Anfang der 1970er-Jahre rapide. 1971 wurde bei ihm Krebs im Endstadium diagnostiziert. Hassan Zîrek starb im Alter von 51 Jahren an Krebs. Am 26. Juni 1972 wurde er in seiner Geburtsstadt Bukan auf dem Berg Nalishkêne begraben.

## Persönliches
Trotz seiner renommierten Musik und des großen Respekts, der ihm als Künstler entgegengebracht wurde, war Zîrek nie eine gesellschaftlich richtig anerkannte Person. So fanden viele seiner Hauskonzerte, bei denen er Musik aufnahm, bei gesellschaftlich eher randständigen Familien statt. Weiterhin galt Zîrek als untreuer Ehemann, der nicht selten in seinen Liedern subtil von seinen Eroberungen sang und viele seiner Lieder nach seinen Affären benannte.
Zirek und seine Frau Midya Zand hatten zwei Töchter (Arezoo & Sakar), die derzeit in Teheran leben.

## Vermächtnis
Viele Sänger seiner Zeit, wie Mohammad Mamle, Mala Hussein Abdulzada, Osman Bukani oder Ahmad Shamal, aber auch der Gegenwart, bezeichnen ihn als entscheidenden Einfluss auf ihren Gesang. Auch heute noch ist seine Musik in den Basaren und Märkten Kurdistans allgegenwärtig und wird von allen Teilen der Bevölkerung sehr geschätzt.